# Ozero Slobodskoje (sjö i Belarus, Minsks voblast)
Ozero Slobodskoje (ryska: Озеро Слободское) är en sjö i Belarus.   Den ligger i voblasten Minsks voblast, i den norra delen av landet, 100 km nordväst om huvudstaden Minsk. Ozero Slobodskoje ligger 153 meter över havet. Arean är 0,61 kvadratkilometer. Den sträcker sig 1,0 kilometer i nord-sydlig riktning, och 1,1 kilometer i öst-västlig riktning.
I omgivningarna runt Ozero Slobodskoje växer i huvudsak blandskog. Runt Ozero Slobodskoje är det ganska glesbefolkat, med 26 invånare per kvadratkilometer.